# OTJ学院
OTJ学院（オーティージェイがくいん）は、株式会社ヒューマンプランニングが運営しており、神奈川県横浜市港北区にある、中・高・大受験の学習塾である。

## 歴史
大谷善一塾長が、1985年に大谷塾として創立し、のちにOTJ学院と改称する。OTJとは、O（大） T（谷） J（塾）の略称である。運営元の株式会社ヒューマンプランニングは2002年に設立され、代表取締役には大谷が就任している。
2011年6月8日に6月末日をもっての営業終了を発表した。

## 構成
中学受験部と個別指導部がある。以前は、高校受験部と大学受験部が存在したが、少子化の影響で閉鎖を余儀なくされた。高校受験と大学受験の生徒は、個別指導部での指導体制となっている。